# Paulo Londra

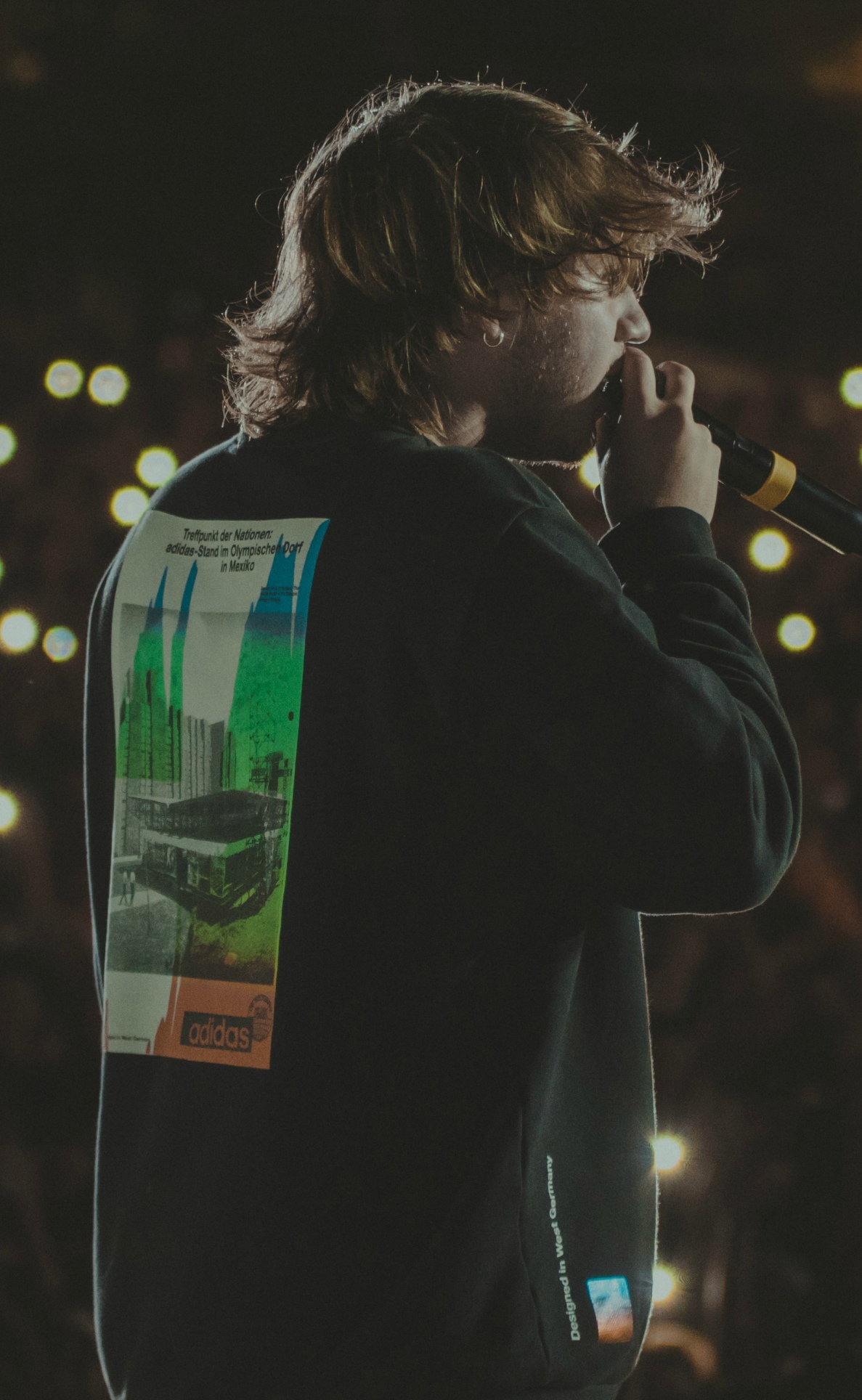
Paulo Londra (2019)

Paulo Ezquiel Londra (* 12. April 1998 in Córdoba) ist ein argentinischer Rapper und Sänger. Ende 2018 hatte er seinen internationalen Durchbruch mit der Single Adán y Eva.

## Biografie
Der Film 8 Mile von US-Rapper Eminem brachte Paulo Londra mit 14 Jahren zum Rap. Er nahm an öffentlichen Rap Battles teil, darunter auch am El Quinto Escalón, dem größten Battle-Event des Landes in der Hauptstadt Buenos Aires. Dadurch sammelte er eine große Anhängerschaft in den sozialen Medien. Der Durchbruch kam im Januar 2017 mit seinem Songvideo Relax bei YouTube, das in den ersten vier Wochen auf 10 Millionen Abrufe kam, was sich im Lauf des Jahres noch vervielfachte. Die Videos zu Me tiene mal und Condenado par el millon, die er im selben Jahr veröffentlichte, übertrafen sogar die 100-Millionen-Marke. Nena maldición, das er im Januar 2018 online stellte, wurde mit über 750 Millionen Abrufen sein erfolgreichstes YouTube-Video und brachte ihm seine erste Platin-Auszeichnung.
Das Major-Label Warner nahm den Argentinier unter Vertrag und holte ihn für Aufnahmen nach Miami. Die Single Te amo zusammen mit dem Latin-Quartett Piso 21 wurde im Frühjahr 2018 sein erster internationaler Charthit in Lateinamerika und Spanien. Der erste große Hit war wenig später Cuando te besé zusammen mit Becky G, das Platz 10 in Spanien erreichte und dort und in den USA mit Doppelplatin ausgezeichnet wurde. Am Jahresende folgte der Nummer-eins-Hit Adán y Eva, der weitere Platinschallplatten brachte und auch in Ländern wie Italien und der Schweiz in die Charts kam. Die Single war eine Vorabveröffentlichung zu Londras Debütalbum Homerun, das den Erfolg bestätigen und sich unter anderem auf Platz 3 in Spanien und auf Platz 12 der Latin-Charts in den USA platzieren konnte.
Im Sommer 2019 wurde er außerdem von Ed Sheeran eingeladen, an seinem No.6 Collaborations Project teilzunehmen. Das gleichnamige Album gehörte zu den meistverkauften des Jahres weltweit. Er ist darauf im Song Nothing on You neben dem UK-Rapper Dave zu hören.

## Diskografie

### Studioalben
| Jahr | Titel            | Höchstplatzierung, Gesamtwochen, AuszeichnungChartplatzierungen (Jahr, Titel, Platzierungen, Wochen, Auszeichnungen, Anmerkungen) | Höchstplatzierung, Gesamtwochen, AuszeichnungChartplatzierungen (Jahr, Titel, Platzierungen, Wochen, Auszeichnungen, Anmerkungen) | Anmerkungen                             |
| Jahr | Titel            | ES | Latin | Anmerkungen                             |
| ---- | ---------------- | --- | --- | --------------------------------------- |
| 2019 | Homerun          | ES3 Gold · (123 Wo.)ES | Latin12 (27 Wo.)Latin | Erstveröffentlichung: 23. Mai 2019      |
| 2022 | Back to the Game | — | — | Erstveröffentlichung: 23. November 2022 |
| 2025 | Versus           | ES81 (1 Wo.)ES | — | Erstveröffentlichung: 6. März 2025      |

### Mixtapes
- 2018: Dímelo

### Singles
| Jahr | Titel Album                                 | Höchstplatzierung, Gesamtwochen, AuszeichnungChartplatzierungen (Jahr, Titel, Album, Platzierungen, Wochen, Auszeichnungen, Anmerkungen) | Höchstplatzierung, Gesamtwochen, AuszeichnungChartplatzierungen (Jahr, Titel, Album, Platzierungen, Wochen, Auszeichnungen, Anmerkungen) | Höchstplatzierung, Gesamtwochen, AuszeichnungChartplatzierungen (Jahr, Titel, Album, Platzierungen, Wochen, Auszeichnungen, Anmerkungen) | Anmerkungen                                                            |
| Jahr | Titel Album                                 | CH | ES | Latin | Anmerkungen                                                            |
| --- | ------------------------------------------- | --- | --- | --- | ---------------------------------------------------------------------- |
| 2018 | Te amo Ubuntu                               | — | ES46 Platin · (22 Wo.)ES | — | Erstveröffentlichung: 15. März 2018 mit Piso 21                        |
| 2018 | Cuando te besé Mala Santa                   | — | ES10 ×2Doppelplatin · (27 Wo.)ES | Latin30 ×3Dreifachplatin · (18 Wo.)Latin                                                                                                 | Erstveröffentlichung: 2. August 2018 Becky G feat. Paulo Londra        |
| 2018 | Chica paranormal Homerun                    | — | ES99 Platin · (1 Wo.)ES | — | Erstveröffentlichung: 24. Juli 2018                                    |
| 2018 | Adán y Eva Homerun                          | CH47 (14 Wo.)CH | ES1 ×6Sechsfachplatin · (43 Wo.)ES | Latin25 ×7Siebenfachplatin · (17 Wo.)Latin                                                                                               | Erstveröffentlichung: 5. November 2018                                 |
| 2019 | Forever Alone Homerun                       | — | ES31 Platin · (6 Wo.)ES | — | Erstveröffentlichung: 13. Februar 2019                                 |
| 2019 | Tal vez Homerun                             | — | ES4 ×4Vierfachplatin · (26 Wo.)ES | Latin43 (4 Wo.)Latin | Erstveröffentlichung: 3. April 2019                                    |
| 2019 | Solo pienso en ti Homerun                   | — | ES33 Gold · (6 Wo.)ES | — | Erstveröffentlichung: 14. Mai 2019 feat. De La Ghetto & Justin Quiles  |
| 2019 | Party –                                     | — | ES83 (1 Wo.)ES | — | Erstveröffentlichung: 26. September 2019 feat. A Boogie wit da Hoodie  |
| 2022 | Plan A Back to the Game                     | — | ES1 Platin · (12 Wo.)ES | Latin43 Gold · (1 Wo.)Latin | Erstveröffentlichung: 23. März 2022                                    |
| 2022 | Chance Back to the Game                     | — | ES39 (3 Wo.)ES | — | Erstveröffentlichung: 6. April 2022                                    |
| 2022 | Bzrp Music Sessions, Vol. 23 –              | — | ES1 ×2Doppelplatin · (19 Wo.)ES | — | Erstveröffentlichung: 25. April 2022 mit Bizarrap                      |
| 2022 | Luces Back to the Game                      | — | ES59 (2 Wo.)ES | — | Erstveröffentlichung: 29. Juni 2022                                    |
| 2022 | Party en el barrio Back to the Game         | — | ES30 Gold · (3 Wo.)ES | — | Erstveröffentlichung: 14. September 2022 mit Duki                      |
| 2022 | A veces Back to the Game                    | — | ES13 Gold · (6 Wo.)ES | — | Erstveröffentlichung: 3. November 2022 feat. Feid                      |
| 2024 | Recién Soltera –                            | — | ES68 (3 Wo.)ES | — | Erstveröffentlichung: 3. Oktober 2024                                  |
| 2024 | Perreito pa Llorar Nave dragón              | — | ES19 Gold · (8 Wo.)ES | — | Erstveröffentlichung: 28. November 2024 Lola Índigo feat. Paulo Londra |
| 2025 | Ramen para dos –                            | — | ES55 (1 Wo.)ES | — | Erstveröffentlichung: 8. Mai 2025 mit Maria Becerra & Xross            |
| Folgende Lieder erschienen nicht als Single, wurden aber durch das Album zum Download und Streaming bereitgestellt und konnten somit eine Platzierung erlangen: |                                             | | | |                                                                        |
| |                                             | | | |                                                                        |
| 2019 | Por eso vine Homerun                        | — | ES47 Platin · (5 Wo.)ES | — |                                                                        |
| 2019 | Homerun                                     | — | ES86 Gold · (1 Wo.)ES | — |                                                                        |
| 2019 | Nothing on You No. 6 Collaborations Project | — | ES68 (1 Wo.)ES | — | Ed Sheeran feat. Paulo Londra & Dave; UK: Silber                       |

Weitere Singles 
- 2018: Nena maldición (feat. Lenny Tavarez, ES: ×2Doppelplatin , US: ×3Dreifachplatin (Latin) )
- 2018: Dímelo
- 2019: Y yo no sé

## Auszeichnungen für Musikverkäufe
| Goldene Schallplatte - Chile - 2020: für die Single Solo pienso en ti - 2022: für die Single Plan A - 2022: für die Single Bzrp Music Sessions, Vol. 23 - Kanada - 2023: für das Lied Nothing on You - Mexiko - 2025: für die Single Bzrp Music Sessions, Vol. 23 - Portugal - 2022: für die Single Adán y Eva - Spanien - 2024: für das Lied No puedo Platin-Schallplatte - Chile - 2020: für die Single Tal vez - 2020: für die Single Nena maldición - Mexiko - 2025: für die Single Cuando te besé | 3× Platin-Schallplatte - Mexiko - 2019: für die Single Adán y Eva Diamantene Schallplatte - Chile - 2020: für die Single Adán y Eva 2× Diamantene Schallplatte - Argentinien - 2019: für das Album Homerun - Mexiko - 2025: für die Single Cuando te besé |

Anmerkung: Auszeichnungen in Ländern aus den Charttabellen bzw. Chartboxen sind in ebendiesen zu finden.
| Land/RegionAuszeichnungen für Musikverkäufe (Land/Region, Auszeichnungen, Verkäufe, Quellen) | Silber  | Gold       | Platin       | Diamant     | Verkäufe  | Quellen             |
| -------------------------------------------------------------------------------------------- | ------- | ---------- | ------------ | ----------- | --------- | ------------------- |
| Argentinien (CAPIF)                                                                          | —       | —          | —            | 2× Diamant2 | 270.000   | Einzelnachweise     |
| Chile (IFPI)                                                                                 | —       | 3× Gold3   | 2× Platin2   | Diamant1    | 1.070.000 | profovi.cl          |
| Kanada (MC)                                                                                  | —       | Gold1      | —            | —           | 40.000    | musiccanada.com     |
| Mexiko (AMPROFON)                                                                            | —       | Gold1      | 4× Platin4   | 2× Diamant2 | 910.000   | amprofon.com.mx     |
| Portugal (AFP)                                                                               | —       | Gold1      | —            | —           | 5.000     | Einzelnachweise     |
| Spanien (Promusicae)                                                                         | —       | 7× Gold7   | 22× Platin22 | —           | 1.520.000 | elportaldemusica.es |
| Vereinigte Staaten (RIAA)                                                                    | —       | Gold1      | 12× Platin12 | —           | 750.000   | riaa.com            |
| Vereinigtes Königreich (BPI)                                                                 | Silber1 | —          | —            | —           | 200.000   | bpi.co.uk           |
| Insgesamt                                                                                    | Silber1 | 14× Gold14 | 40× Platin40 | 5× Diamant5 |           |                     |